# 橘義通
橘 義通（たちばな の よしみち）は、平安時代中期の貴族・歌人。丹波守・橘為義の子。官位は正四位下・筑前守。

## 経歴
寛弘5年（1005年）正月、蔵人所雑色に補任され、寛弘7年（1007年）8月の除目で左兵衛少尉に任ぜられた。寛弘9年（1012年）4月、蔵人・兵部丞であった義通は禁色を聴される。長和2年（1013年）の春頃には、式部丞に任ぜられた。
左兵衛尉を経て、乳母子として敦成親王家の蔵人を務めるなど、親密な繋がりがあった親王が後一条天皇として即位した後の寛仁3年（1019年）3月、昇殿を聴された。治安3年（1023年）頃には備後守を務めている。また、長元4年（1031年）には少納言に義通なる人物が就いているが、橘義通かどうかは不明である。
その後、主殿頭を経て、筑前守に転じるが、在任中の治暦3年（1067年）2月17日、卒去。『後拾遺和歌集』に二首が入集する勅撰歌人でもあった。

## 系譜
- 父：橘為義
- 母：不詳
- 妻：小野伝説の娘
- 妻：藤原挙直の娘
  - 男子：橘為仲（1014?-1085）
- 生母不明の子女
  - 男子：橘資成
  - 男子：橘義清